# 151-й меридіан східної довготи
151-й меридіан східної довготи — лінія довготи, що лежить на 151 градус східніше Гринвіцького меридіана. Вона проходить від Північного полюса через Північний Льодовитий океан, Азію, Тихий океан, Австралазію, Південний океан та Антарктиду до Південного полюса.
151-й меридіан східної довготи формує велике коло разом із 29-тим меридіаном західної довготи.

## Список географічних об'єктів, що перетинає 151° сх. д.
Починаючи на Північному полюсі та рухаючись до Південного полюса, 151-й меридіан східної довготи проходить через:
| Координати                                                   | Країна, територія або море | Примітки |
| ------------------------------------------------------------ | -------------------------- | --- |
| 90°0′ пн. ш. 151°0′ сх. д. / 90.000° пн. ш. 151.000° сх. д.  | Північний Льодовитий океан | |
| 76°50′ пн. ш. 151°0′ сх. д. / 76.833° пн. ш. 151.000° сх. д. | Східносибірське море       | Проходить східніше острова Новий Сибір, Росія                                                                                       |
| 71°23′ пн. ш. 151°0′ сх. д. / 71.383° пн. ш. 151.000° сх. д. | Росія                      | Проходить східніше Магадана |
| 59°34′ пн. ш. 151°0′ сх. д. / 59.567° пн. ш. 151.000° сх. д. | Охотське море              | Проходить між островом Зав'ялова та півостровом Коні, Росія Проходить східніше острова Чирпой[ru], Росія                            |
| 46°33′ пн. ш. 151°0′ сх. д. / 46.550° пн. ш. 151.000° сх. д. | Тихий океан                | |
| 2°42′ пд. ш. 151°0′ сх. д. / 2.700° пд. ш. 151.000° сх. д.   | Папуа Нова Гвінея          | Проходить через Нову Ірландію |
| 2°48′ пд. ш. 151°0′ сх. д. / 2.800° пд. ш. 151.000° сх. д.   | Тихий океан                | Новогвінейське море |
| 2°57′ пд. ш. 151°0′ сх. д. / 2.950° пд. ш. 151.000° сх. д.   | Папуа Нова Гвінея          | Проходить через острів Дьяул[en] |
| 2°58′ пд. ш. 151°0′ сх. д. / 2.967° пд. ш. 151.000° сх. д.   | Тихий океан                | Новогвінейське море |
| 5°23′ пд. ш. 151°0′ сх. д. / 5.383° пд. ш. 151.000° сх. д.   | Папуа Нова Гвінея          | Проходить через Нову Британію |
| 6°2′ пд. ш. 151°0′ сх. д. / 6.033° пд. ш. 151.000° сх. д.    | Соломонове море            | |
| 8°30′ пд. ш. 151°0′ сх. д. / 8.500° пд. ш. 151.000° сх. д.   | Папуа Нова Гвінея          | Проходить через острів Кірівіна[en]                                                                                                 |
| 8°33′ пд. ш. 151°0′ сх. д. / 8.550° пд. ш. 151.000° сх. д.   | Соломонове море            | |
| 9°35′ пд. ш. 151°0′ сх. д. / 9.583° пд. ш. 151.000° сх. д.   | Папуа Нова Гвінея          | Проходить через острів Санароа[en]                                                                                                  |
| 9°38′ пд. ш. 151°0′ сх. д. / 9.633° пд. ш. 151.000° сх. д.   | Соломонове море            | |
| 9°55′ пд. ш. 151°0′ сх. д. / 9.917° пд. ш. 151.000° сх. д.   | Папуа Нова Гвінея          | Проходить через острів Норманбі |
| 10°7′ пд. ш. 151°0′ сх. д. / 10.117° пд. ш. 151.000° сх. д.  | Соломонове море            | |
| 10°16′ пд. ш. 151°0′ сх. д. / 10.267° пд. ш. 151.000° сх. д. | Папуа Нова Гвінея          | Проходить через острів Нуаката[en]                                                                                                  |
| 10°17′ пд. ш. 151°0′ сх. д. / 10.283° пд. ш. 151.000° сх. д. | Соломонове море            | |
| 10°35′ пд. ш. 151°0′ сх. д. / 10.583° пд. ш. 151.000° сх. д. | Папуа Нова Гвінея          | Проходить через острів Басілакі[en]                                                                                                 |
| 10°39′ пд. ш. 151°0′ сх. д. / 10.650° пд. ш. 151.000° сх. д. | Тихий океан                | Коралове море — проходить через острови Коралового моря, Австралія                                                                  |
| 23°29′ пд. ш. 151°0′ сх. д. / 23.483° пд. ш. 151.000° сх. д. | Австралія                  | Квінсленд — проходить через острів Кертіс[en] та материк Новий Південний Уельс — проходить через Парраматту[en] та західніше Сіднея |
| 34°14′ пд. ш. 151°0′ сх. д. / 34.233° пд. ш. 151.000° сх. д. | Тихий океан                | |
| 60°0′ пд. ш. 151°0′ сх. д. / 60.000° пд. ш. 151.000° сх. д.  | Південний океан            | |
| 68°18′ пд. ш. 151°0′ сх. д. / 68.300° пд. ш. 151.000° сх. д. | Антарктида                 | Проходить через Австралійську антарктичну територію (претендує Австралія)                                                           |